# Emil Heinrich Otto Behnke
Emil Heinrich Otto Behnke (ur. 20 grudnia 1857 w Niestkowie koło Słupska – zm. 31 maja 1937 w Sopocie) - gdański armator, szwedzki urzędnik konsularny.
Syn Heinricha Augusta Behnkego. Uczęszczał do Gimnazjum Miejskiego w Gdańsku (Städtisches Gymnasium zu Danzig) (1868-). Od 1874 był praktykantem kupiectwa w firmie Richard Dühren & Co., i maklerstwa żeglugowego u Friedricha Augusta i Andreasa Carla Mesecków, Wilhelma Ganswindta, i w firmie armatorskiej F.G. Reinhold. Przebywał na stażu w Szwecji. Był współwłaścicielem dwóch firm armatorskich - Behnke und Sieg (1890-) oraz Danziger Reederei Aktiengesellschaft (1895-). Pełnił funkcję konsula honorowego Szwecji w Gdańsku (1911-1936), konsula (1921-), konsula generalnego (1922-). 